# Beto Villa
Beto Villa Jr (Barranquilla, 13 de noviembre de 1988) es un cantante y actor colombiano.

## Biografía

### Primeros años
Nació en Barranquilla (Colombia). Es hijo de Nelly Mendoza Collante y el famoso acordeonero vallenato Beto Villa, de quien no solo heredó su nombre, sino su vena artística y talento empresarial. Estudió música en Bellas Artes de Barranquilla, aprendió a interpretar el piano, bajo y guitarra acústica. También aprendió a tocar el acordeón en la  reconocida academia del Turco Gil en Valledupar. Su histrionismo le ha permitido además probarse en el arte de la actuación y la presentación. En Colombia goza de reconocimiento por sus diferentes facetas.

### Trayectoria en televisión
Es el heredero de una dinastía musical del género vallenato. Ha mostrado tener pasión por su legado. Debutó como cantante a los tres años de edad en la agrupación infantil musical Los Delfines del vallenato. Durante su infancia estuvo rodeado de los artistas más grandes de Colombia, porque su papá además de ser uno de ellos, tenía uno de los mejores estudios musicales de la época en Latinoamérica. Su infancia trascurrió en la abundancia y éxito pero en su adolescencia sufrió la ruptura del matrimonio de sus padres, sus pleitos legales y la quiebra económica de los mismos, lo que le llevó a tener años muy difíciles, según ha contado en un testimonio que se encuentra publicado en YouTube. Él cuenta que en ese tiempo estaba sin Norte pero conoció una iglesia en donde empezó a recibir promesas de Dios que le daban esperanza y se hizo cristiano. Sintió que su vida tomó un sentido, el llevar palabra de esperanza a todos los que estuvieran necesitándola. Su situación económica no mejoraba pero su fe lo soportaba. Empezó a trabajar para ayudar a sostener en casa a su mamá, abuelita y dos hermanas. 
Con grandes retos logró adelantar sus estudios artísticos y un día su vida da un giro total cuando su padre reaparece en su vida con una llamada en la que le preguntaba si se sentía capaz de hacer un casting para una telenovela. El perfil buscado requería actuar y tocar acordeón, pues era para la telenovela Oye bonita del canal Caracol, una historia inspirada en las letras de la discografía de Diomedes Diaz. La personalidad alegre y desparpajada del artista y sus clases previas en la academia del Turco Gil hicieron que se ganara el personaje de inmediato. Lo que no imaginaba es que capítulos más adelante su personaje cantaría también, Beto Jr. sorprendió gratamente con su sentida interpretación, aunque era aún muy joven y su voz no se había terminado de madurar.
El éxito de esta telenovela fue mayúsculo en Colombia y otros países latinos y desde allí empezaron a nacer contratos para Beto Jr. como cantante. En el 2010 le invitan a un segundo casting y gana su primer protagónico en el mismo canal con la saga Tierra de cantores interpretando a Emiliano Larios y a Lorenzo Valencia. En esta saga del canal Caracol se hace un homenaje al folclor colombiano contando la historia del género musical vallenato. En el año 2012, en la telenovela ¿Dónde carajos está Umaña?, dio vida al gracioso personaje  "El Gavilán", un agente de policía, con gafas de botella,  de muy poca astucia y mucha torpeza; por primera vez hace un personaje que no tiene relación con la música.
En el 2014 debutó para el canal RCN protagonizando el trío de amor de la comedia La playita con el personaje de Amaury Martelo. En esta telenovela dio a conocer el tema musical Inalcanzable, que llegó a ser éxito en muchas emisoras colombianas. Además de otras canciones que hacían parte de la musicalización de la misma telenovela. En el 2015 actúa en la película de Dago García Polvo Carnavalero representando a Moncho. Al año siguiente esta película es llevada a la pantalla chica con la serie del mismo nombre para el "Canal Caracol". Debido a la gran aceptación de su carrera artística es invitado a ser parte del grupo de celebridades colombianas que fueron formadas como soldados de la patria en el reality Soldados 1.0. En este programa los colombianos pudieron conocer a Beto como ser humano porque hasta entonces conocían sus personajes y un poco de su música, por eso le invitan a hacer casting como presentador del Reality-Documental Más Lejos Más Cerca del canal RCN que requería un presentador con capacidad para conectar de manera muy cercana con personas que acabaría de conocer, para que abrieran sus historias frente a cámaras de televisión. El casting fue muy amplio y Beto Jr. lo ganó ampliamente, quizás por su sincero interés en escuchar las historías y querer decirle algunas palabras de ánimo a estas personas como lo soñaba desde las bancas de la iglesia en Barranquilla. Este programa estuvo  al aire en Colombia en el 2018, es la versión adaptada del que en otros países del mundo se llamó Hello Good Bye. Terminando el reality Beto toma la decisión de hacer un alto a recibir las propuestas en la televisión para seguir la pasión heredada en su dinastía, la música.

### Trayectoria musical
En el género musical vallenato se valoran los linajes o dinastías y la Dinastía Villa inició con el llamado "padre del acordeón" quien fue el primer artista del género en grabar para la radio. Posteriormente el Rey Vallenato Beto Villa sobresalió grandemente en Colombia por su estilo vanguardista y alegre al tocar el acordeón, siendo además el fundador de la exitosa agrupación musical Los Betos al lado de Beto Zabaleta y de la recordada agrupación La Compañía, al lado de Ivan Villazón, de la que muchos entendidos del tema comentan favorablemente. La dinastía ha generado un amplio número de talentosos artistas del género vallenato y en las recientes generaciones empieza a tener sus representantes en otros géneros musicales.
En el 2008 Colombia conoce a Beto Villa Jr. a través de las telenovelas. Beto Villa hijo y Beto Villa padre se unen en el 2010 como fórmula musical, el padre en el acordeón y el hijo en el canto, agrupación con la cual estuvieron en prestigiosos escenarios musicales y grabaron la colección Mis Clásicos 1 con 10 temas éxito de la carrera del maestro Beto Villa, además de la canción inédita, Acceso Denegado. Esta etapa según, Beto Villa hijo, fue todo un proceso de exploración, entrenamiento y mentaría que le hizo su padre, quien en otro momento fue mentor de artistas como Jorge Celedón e Ivan Villazón, para encaminar su carrera como cantante vallenato pero con el sello de su estilo personal y honrando a los seguidores de la música con la que Beto villa Padre conquistó los corazones de los Colombianos durante 30 años de exitosa carrera.
En octubre del 2014 Beto Villa Jr, empieza a sentirse motivado a escribir canciones y a producirlas en el estudio musical que ya tenía para este momento. Su sentir le lleva a hacer experimentos de fusion del vallenato con otros ritmos y presenta Mi hoja de vida, en el que imprimió su personalidad creando un nuevo sonido para el vallenato, moderno, pero cuidando la esencia del mismo. Y en esta nueva etapa Beto se presenta con la organización musical «Beto Villa + Band», una banda que él mismo empezó a construir y dirigir. Su padre ya no era su fórmula en el acordeón  pero sí parte de su equipo de management junto a Diana Santamaría la esposa del joven cantautor quienes trataban de ayudar a avanzar la carrera musical del artista mientras este cumplía sus extenuantes horarios de grabación para la serie La Playita. Beto Villa, trabajando con su equipo familiar, logra sonar en distintas emisoras nacionales con la canción Inalcanzable que hacía parte de la musicalización de la telenovela que protagonizaba entonces.
El alternar la carrera musical con la actoral fue dándole a Beto Villa un gran desarrollo de sus destrezas artísticas y la consolidación de un amplio nicho de seguidores. Hombres y mujeres de diferentes estratos sociales, edades y regiones de Colombia manifiestan tener una conexión especial con este artista por alguno de los proyectos de tv o musicales que le ha conocido.
En el 2017 Beto vuelve a tener un tiempo para componer y pre produce un álbum que nunca salió a la venta porque pronto necesitó dedicarle tiempo a su nuevo proyecto de televisión, saliendo así únicamente en redes sociales la canción de su autoría Cura pal corazón, mientras está en el reality Soldados y es en este año que Carlos Vives es el homejaneado en el Festival Vallenato y elige a Beto Jr para que le represente en el musical LA ILIADA VALLENATA. En el 2018 Beto lanza en YouTube y plataformas el sencillo Te Pude Olvidar , mientras cumple las grabaciones del reality Más lejos más cerca. Decide hacer un alto a su carrera actoral para tener una continuidad en el desarrollo de su carrera musical. En el 2019 Beto Villa Jr. se gana la oportunidad de ser quien abra los conciertos de SILVESTRE DANGOND en el TOUR ENTRE GRANDES. En el mismo año, Beto es Invitado a diferentes conciertos y en uno de ellos comparte tarima con JORGE CELEDÓN y acuerdan hacer un sencillo juntos. Así nace la versión de estos dos grandes artistas de la canción SOY TUYO, que fue éxito de la agrupación LOS BETOS. 
Beto Villa padre desarrollaba sus proyectos paralelamente y en el 2018 invita a su hijo a apoyarle con un sueño, La Sinfónica Vallenata y es así como Junior llega a ser productor y cantante de este proyecto de su padre que tuvo un éxito inicial contundente en su primera versión en Barranquilla. Luego este proyecto creció al nivel del MOVISTAR ARENA de Bogotá y tuvo un éxito rotundo, fue el último evento presentado antes de declararse la alerta en Colombia por el COVID-19.

## Discografía
| Año  | Título                 | Nota     |
| ---- | ---------------------- | -------- |
| 2020 | La Historia de los Dos | sencillo |
| 2019 | Soy Tuyo               | sencillo |
| 2018 | Te Pude Olvidar        | sencillo |
| 2017 | Cura pal corazon       | sencillo |
| 2015 | Inalcanzable           | sencillo |
| 2015 | Mi hoja de Vida        |          |
| 2014 | Mis clásicos 1         | sencillo |
| 2011 | Acceso denegado        | sencillo |
| 2010 | Brisas de diciembre    |          |

## Filmografía

### Televisión
| Año       | Título                     | Personaje                          | Canal              |
| --------- | -------------------------- | ---------------------------------- | ------------------ |
| 2023      | El grito de las mariposas  | Jesus Luna                         | Star+              |
| 2022-2023 | Leandro Díaz               | Toño Salas                         | Canal RCN          |
| 2017      | Polvo carnavalero          | Ramón de Jesús 'Moncho' Abuabara   | Caracol Televisión |
| 2014      | La playita                 | Amaury Enrique Martelo             | Canal RCN          |
| 2012-2013 | ¿Dónde carajos está Umaña? | Agente Gavilán                     | Caracol Televisión |
| 2010      | Tierra de cantores         | Emiliano Larios / Lorenzo Valencia | Caracol Televisión |
| 2008-2010 | Oye bonita                 | Elías Urbina                       | Caracol Televisión |

## Reality
| Año       | Título                | Rol          | Canal     |
| --------- | --------------------- | ------------ | --------- |
| 2021      | ¿Quién es la máscara? | Participante | Canal RCN |
| 2018-2019 | Mas lejos, mas cerca  | Presentador  | Canal RCN |
| 2017      | Soldados 1.0          | Participante | Canal RCN |

## Premios y nominaciones

### Premios India Catalina
| Año  | Categoría                             | Telenovela         | Resultado |
| ---- | ------------------------------------- | ------------------ | --------- |
| 2011 | Mejor actor protagónico de telenovela | Tierra de cantores | Nominado  |

### Premios TVyNovelas
| Año  | Categoría                            | Telenovela                 | Resultado |
| ---- | ------------------------------------ | -------------------------- | --------- |
| 2017 | Mejor actor de reparto de telenovela | Polvo carnavalero          | Nominado  |
| 2013 | Mejor actor de reparto de telenovela | ¿Dónde carajos está Umaña? | Nominado  |
| 2011 | Mejor actor protagónico de serie     | Tierra de cantores         | Nominado  |